# Adolf Marsillach i Costa
Adolf Marsillach i Costa (Barcelona, 20 de setembre de 1866 — Barcelona, 1935) fou un periodista i escriptor català en llengua castellana. Simpatitzant d'Alejandro Lerroux, va col·laborar als diaris La Publicidad i El Diluvio, on es va fer un nom amb el pseudònim El Maleta Indulgencias. Anticatalanista furibund, va escriure nombrosos articles contra dirigents catalanistes com Enric Prat de la Riba, Jaume Massó i Torrents i altres, que va recollir en el volum Catalanistas en adobo. Posteriorment va escriure La ciudad anárquica. Barcelona (1910), on descriví sota la seva òptica els Fets del ¡Cu-Cut! i la Setmana Tràgica. També va escriure alguna peça de teatre, com El pecado de David (1914) i El redentor del pueblo (1915). Després fou corresponsal a Barcelona del diari ABC fins a la seva mort. Fill de Joaquim Marsillach i Parera i Mercè Costa i Fuster. Cosí de Joaquim Marsillach i Lleonart, nebot de Joan Marsillach i Parera i net del cirurgià Miquel Marsillach i de Francisca Perera. Casat amb Lluïsa Burbano i Llobet fou pare de Lluís Marsillach i Burbano i avi d'Adolfo Marsillach i Soriano.